# Témoin indésirable (film, 1984)
Pour les articles homonymes, voir Témoin indésirable (homonymie).
Pour plus de détails, voir Fiche technique et Distribution.
Témoin indésirable (Ordeal by Innocence) est un film britannique réalisé par Desmond Davis et Alan Birkinshaw, sorti en 1984. Le scénario est adapté du roman éponyme d'Agatha Christie.

## Synopsis
Alors qu'il purge sa peine pour le meurtre de sa mère, meurtre qu'il nie en bloc, Jacko Argyle décède en prison. Deux ans après cet évènement, le témoin qui aurait dû lui servir d'alibi apparaît soudainement et veut prouver son innocence. La famille du détenu doit alors faire face à la suspicion, une suspicion qui se pose sur chacun d'eux, et au fait que le vrai meurtrier est encore parmi eux.

## Fiche technique
- Titre original : Ordeal by Innocence
- Titre français : Témoin indésirable
- Réalisation : Desmond Davis, Alan Birkinshaw
- Scénario : Alexander Stuart, d'après Témoin indésirable d'Agatha Christie
- Direction artistique : Richard Hornsby
- Décors : Ken Bridgeman
- Costumes : Gwenda Evans
- Photographie : Billy Williams
- Montage : Timothy Gee
- Musique : Dave Brubeck
- Production : Jenny Craven
- Production déléguée : Yoram Globus, Menahem Golan
- Production associée : Michael J. Kagan
- Société de production : London-Cannon Films
- Pays d'origine :  Royaume-Uni
- Langue originale : anglais
- Format : couleur — 35 mm — 1.85:1 — son Stéréo
- Genre : Film policier
- Durée : 90 minutes
- Dates de sortie :
  -  Italie : 22 juin 1984 (Festival MystFest)
  -  Royaume-Uni : février 1985
  -  États-Unis : 17 mai 1985

## Distribution
- Donald Sutherland : Dr Arthur Calgary
- Faye Dunaway (VF : Béatrice Delfe) : Rachel Argyle
- Christopher Plummer : Leo Argyle
- Sarah Miles : Mary Durant
- Ian McShane : Philip Durant
- Diana Quick : Gwenda Vaughan
- Annette Crosbie : Kirsten Lindstrom
- Michael Elphick : Inspecteur Huish
- George Innes : Archie Leach
- Valerie Whittington : Hester Argyle
- Phoebe Nicholls : Tina Argyle
- Michael Maloney : Micky Argyle
- Cassie Stuart : Maureen Clegg
- Anita Carey : Martha Jessup
- Ron Pember : Homme du ferry
- Kevin Stoney : Avocat
- John Bardon : Portier de nuit
- Brian Glover : Bourreau
- Billy McColl : Jacko Argyle
- Rex Holdsworth : Expert médico-légal
- Martyn Townsend : Détective
- Doel Luscombe : Directeur de la prison
- Alex Porwal : Jeune policier
- Robert McBain : Directeur de l'hötel